# John Lees (muzikant)
John Joseph Lees (Oldham, 13 januari 1947) is de zanger/gitarist van Barclay James Harvest. Deze band was tot 1999 stabiel van samenstelling. John Lees was qua compositie binnen die groep de serieuzere tegenhanger van Les Holroyd, die de wat meer de populair klinkende songs voor zijn rekening nam.
Vanwege de stabiele samenstelling van de band heeft John Lees in al die jaren maar 1 soloplaat afgeleverd:
A Major Fancy uit 1976.
In 1999 splitst John Lees zich af van BJH en gaat met ex-BJH toetsenist Wooly Wolstenholme verder als Barclay James Harvest through the eyes of John Lees.
Lees woont momenteel in Saddleworth met zijn vrouw Olwen. Samen hebben ze twee kinderen, Esther Jane (28 juli 1980) en John Joseph, die ironisch genoeg niet alleen dezelfde naam heeft als zijn vader, maar ook nog eens op dezelfde dag is geboren (13 januari 1986).
- Biblioteca Nacional de España: XX997174
- Gemeinsame Normdatei: 113831143X
- International Standard Name Identifier: 0000 0001 1680 8440
- MusicBrainz: a329134f-ec05-4e8a-8f59-be855929ba6b
- Nationale Bibliotheek van Tsjechië: ola2002151911
- Nederlandse Thesaurus van Auteursnamen: 070618739
- Virtual International Authority File: 265845579
- WorldCat: E39PBJcwDvyMxkFhx69QbGfg8C